# هنري جوزيف أناستاز
هنري جوزيف أناستاز (بالفرنسية: Henri Joseph Anastase Perrotin)‏ (و. 1845 – 1904 م) هو عالم فلك من فرنسا . ولد في أمستردام .
توفي في أوترخت، عن عمر يناهز 59 عاماً.